# Raymond Leppan
 Raymond „Ray” John Leppan (ur. 20 lipca 1979 w Johannesburgu) – południowoafrykański wrestler, znany najlepiej z występów w federacji WWE pod pseudonimem ringowym Adam Rose. Obecnie występuje na scenie niezależnej jako Krugar.

## Dzieciństwo
Ray Leppan urodził się i wychował w Południowej Afryce. Od wczesnego dzieciństwa interesował się wrestlingiem. W wieku 14 lat porzucił szkołę i uciekł z rodzinnego domu, a następne dwa lata spędził na bezdomnej włóczędze. Leppan później opisał ten okres w jego życiu jako pełen przemocy i alkoholu. Wspominał, że nie chciał być częścią swojej rodziny, mimo wychowania przez kochających go rodziców, oraz że jedyną rzecz pozwalającą mu przetrwać była myśl o zostaniu wrestlerem. Matka Leppana namówiła syna do porzucenia włóczęgi i powrotu z Durbanu, obiecując mu zapisanie do szkółki wrestlerskiej.

## Kariera profesjonalnego wrestlera

### Południowa Afryka (1995–2010)
Leppan rozpoczął treningi i zadebiutował w 1995 roku. Walczył na scenie niezależnej Południowej Afryki jako Z-Max; jego postać wzorowana była na głównym bohaterze filmu Karate Kid.
W South Philly wraz z Paulem Lloydem Juniorem tworzył tag team Pure Juice. Pracował też w World Wrestling Professionals (WWP) jako Dameon Duke. W 2007 roku zdobył WWP World Heavyweight Championship, pokonując Tornado; tytuł stracił po dziewięciu miesiącach, na rzecz Fury'ego.

### WWE

#### Florida Championship Wrestling (2010–2012)

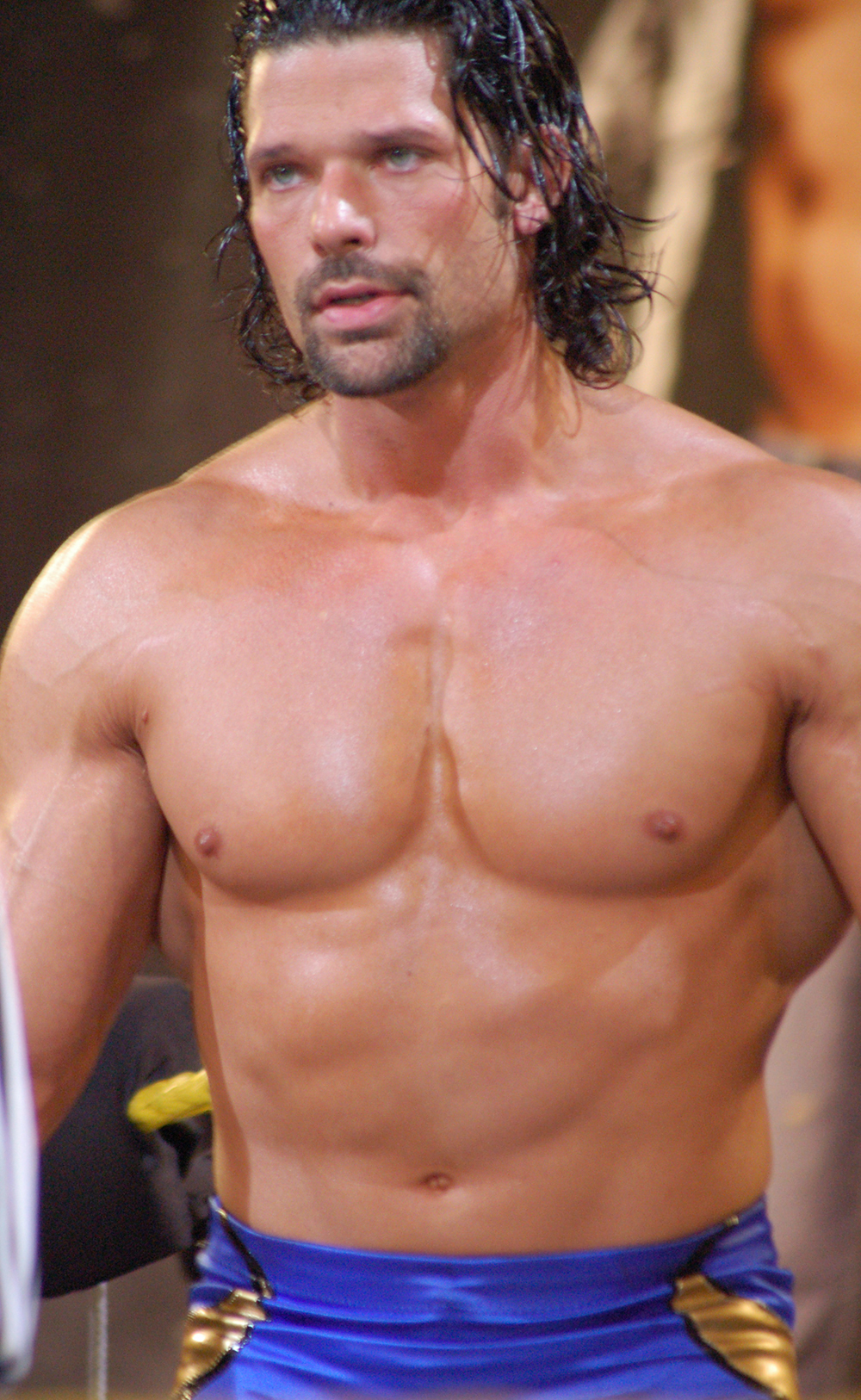
Kruger podczas eventu FCW w lutym 2011

W 2010 roku Leppan udał się do Stanów Zjednoczonych, by walczyć w Florida Championship Wrestling (FCW) – szkółce wrestlingu należącej do WWE. Zadebiutował 25 lutego 2010 i przegrał walkę z Curtem Hawkinsem. Miesiąc później Leppan zmienił pseudonim ringowy na Leo Kruger; wybór tego pseudonimu był hołdem dla krewnego Leppana i byłego prezydenta Południowej Afryki – Paula Krugera. Pierwszą wygraną walkę odnotował 25 marca; pokonał wówczas Jacoba Novaka. Przez lato 2010 rywalizował z Justinem Gabrielem, a wraz z Derrickiem Batemantem utworzył tag team The Handsome Man Express. 2 lipca Kruger i Bateman zmierzyli się z Los Aviadores (Hunico i Epico) o FCW Florida Tag Team Championship, lecz nie udało im się zdobyć mistrzostwa.
23 września przegrał pojedynek z Bo Rotundem. Po walce Leppan utracił czucie w ręce; badania wykazały, że doznał urazu kręgów szyjnych. Podczas rehabilitacji pracował jako komentator programów FCW emitowanych w telewizji.
We wrześniu 2011 Kruger pojawił się w dwóch dark matchach poprzedzających nagrania programu SmackDown. Wziął też udział w turnieju mającym wyłonić nowego posiadacza zawieszonego FCW Florida Heavyweight Championship. W finałowej walce pokonał Husky'ego Harrisa, Damiena Sandowa oraz Deana Ambrose'a, stając się nowym mistrzem. 14 listopada obronił pas w Triple Threat matchu przeciwko Harrisowi i Richiemu Steamboatowi; 18 grudnia pokonał Setha Rollinsa po interwencji Antonio Cesaro. Pod koniec grudnia Kruger pojawił się na kilku house showach WWE. 4 marca 2012 utracił FCW Florida Heavyweight Championship na rzecz Mike'a Daltona Tydzień później odzyskał tytuł mistrzowski, lecz utracił pas po kolejnych dwóch tygodniach w walce z Sethem Rollinsem. Otrzymał dwie szanse odzyskania FCW Florida Heavyweight Championship z rąk Rollinsa, lecz żadnej z nich nie wykorzystał.

#### NXT (2012–2014)

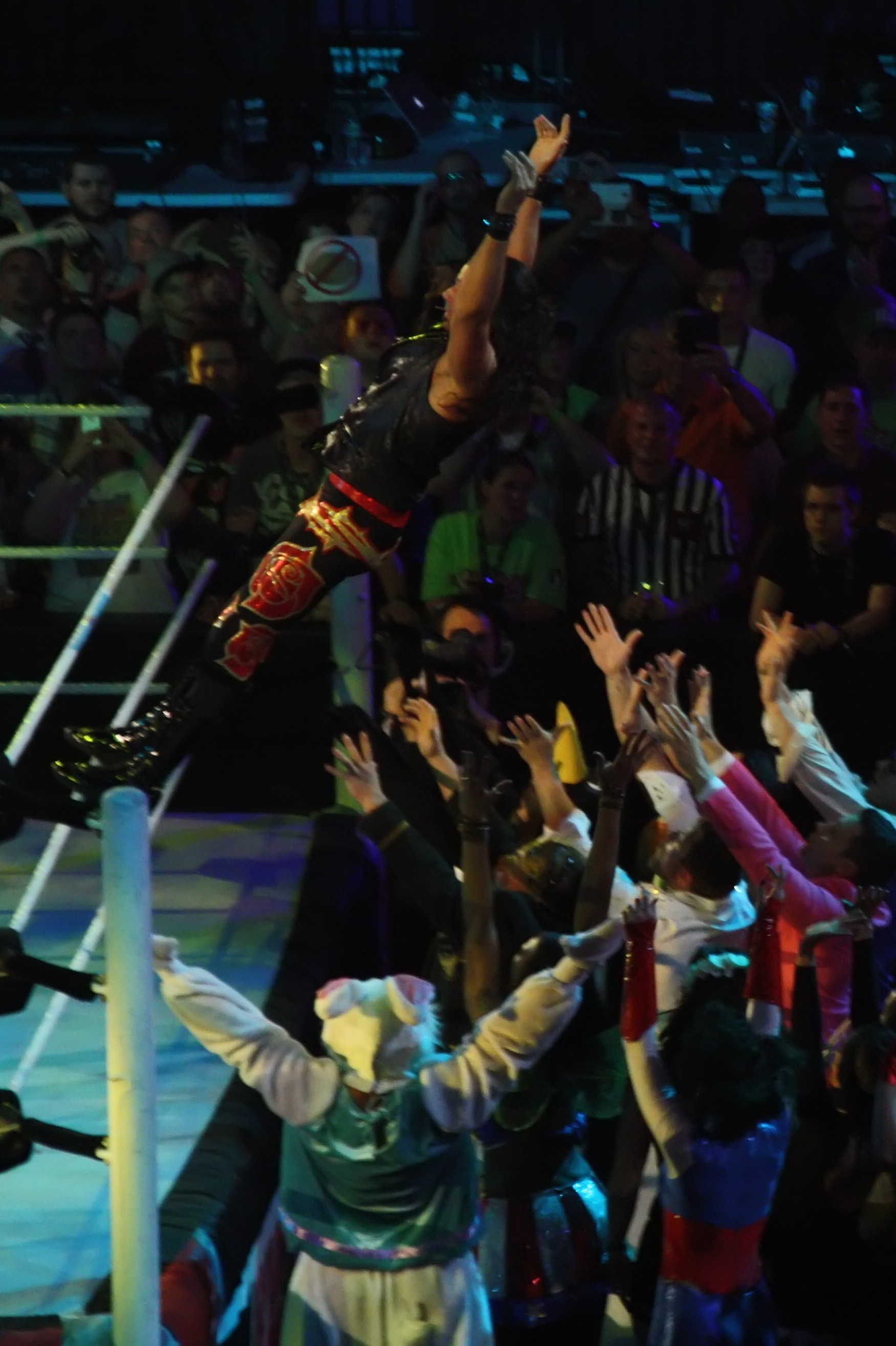
Rose w towarzystwie „The Rosebuds” podczas wejścia do ringu w maju 2014

27 czerwca 2012 Kruger zadebiutował w NXT pokonując Aidena Englisha. W turnieju mającym wyłonić pierwszego mistrza NXT dotarł do ćwierćfinału, w którym został pokonany przez Richiego Steamboata. We wrześniu Kruger przyjął gimmick obłąkanego łowcy dzikich zwierząt. W grudniu utworzył tag team z Kassiusem Ohnem. We wczesnym 2013 Kruger i Ohno brali udział w turnieju o NXT Tag Team Championship; zostali pokonani w półfinale przez Adriana Neville'a i Olivera Greya. Przez krótki czas rywalizował z Justinem Gabrielem, a później z ówczesnym mistrzem NXT Bo Dallasem. Szansę zdobycia NXT Championship otrzymał 7 sierpnia, jednak nie udało mu się pokonać Dallasa. Rywalizował też z Samim Zaynem; punktem kulminacyjnym tego feudu był wygrany przez Zayna 2-Out-Of-3 Falls match z 1 stycznia 2014.
Po zakończeniu rywalizacji z Zaynem Kruger przestał pojawiać się w programach telewizyjnych NXT. 6 marca 2014 powrócił, przybierając nowy wizerunek i pseudonim Adam Rose. Z nowym, inspirowanym komikiem Russellem Brandem gimmickiem organizatora imprez, Rose zaczął walczyć na eventach WWE. Wchodził do ringu w towarzystwie „The Rosebuds” – grupy różnie przebranych, imprezujących towarzyszy.
W sierpniu 2014 połączył siły z Samim Zaynem i wraz z nim wziął udział w turnieju o miano pretendenckie do NXT Tag Team Championship. Z turnieju odpadli w drugiej rundzie, po przegranej z The Lucha Dragons (Kalisto i Sin Carą).

#### The Exotic Express (2014–2015)

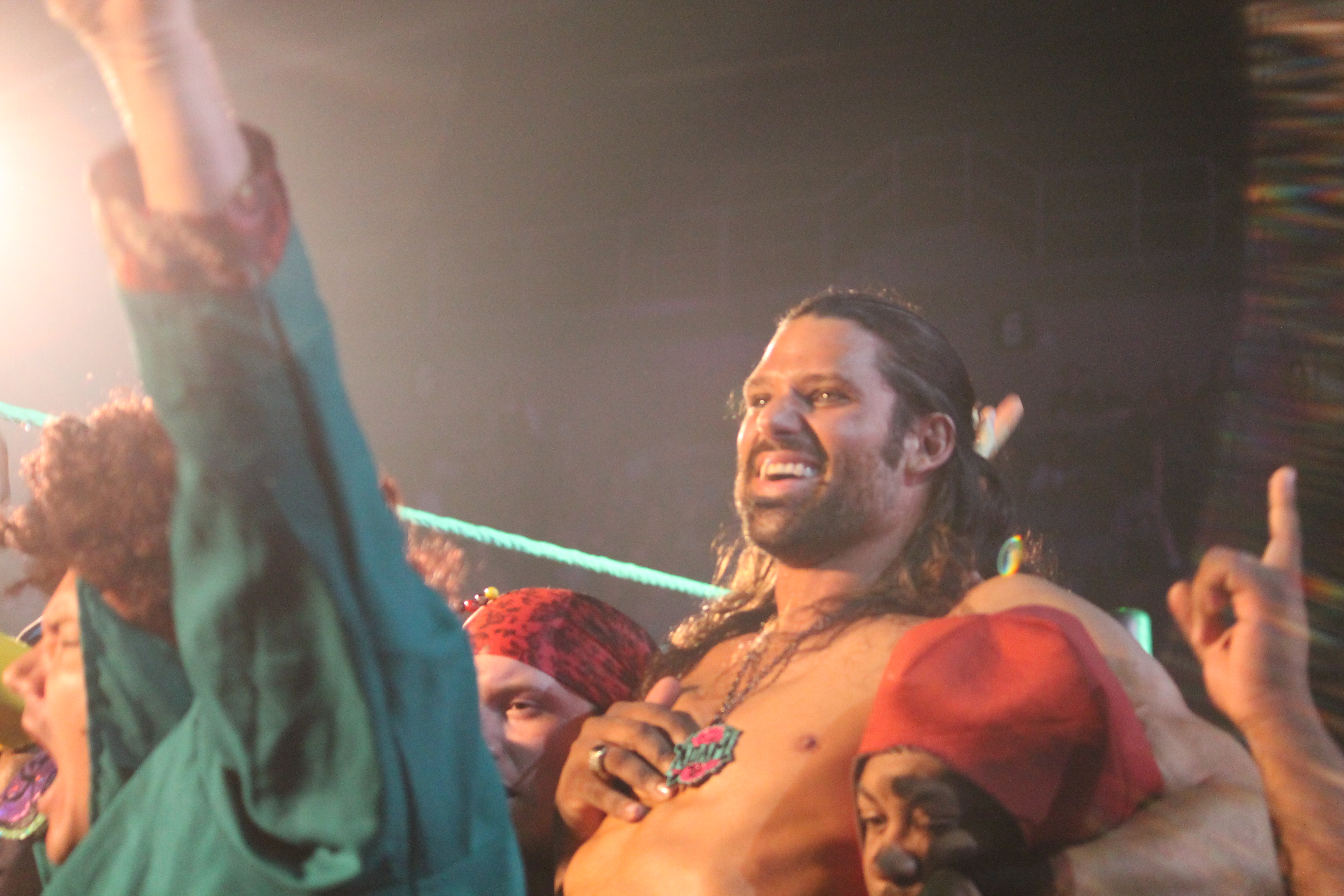
Adam Rose we wrześniu 2014

Dzięki zdobyciu przez Rose'a sporej popularności w NXT podjęto decyzję o przeniesieniu zawodnika do głównego rosteru WWE. 7 kwietnia 2014 na Raw WWE zaczęło wypuszczać winiety zapowiadające rychły debiut Rose'a. Zadebiutował 5 maja podczas Raw, przerywając promo Zeba Coltera i Jacka Swaggera. Rose zaczął regularnie odwracać uwagę Swaggera podczas jego walk, doprowadzając do przegranych rywala. 26 maja Swagger zainterweniował w walkę między Rosem a Damienem Sandowem, porywając jednego z Rosebuds; Rose jednak zdołał wygrać pojedynek i uratować towarzysza z rąk Swaggera. Rose pokonał Swaggera dwukrotnie: 30 maja podczas SmackDown i 2 czerwca na Raw. Na gali Money in the Bank Rose zwyciężył Damiena Sandowa, a miesiąc później – na Battleground – pokonał Fandango
22 września Rose połączył siły z członkiem Rosebuds – The Bunnym („sportowcem” przebranym za królika) i wraz z nim pokonał Heatha Slatera i Titusa O'Neila. 7 listopada podczas SmackDown The Bunny przyczynił się do porażki Rose'a, w wyniku czego rozzłoszczony lider Rosebuds zaatakował partnera. Mimo to Bunny pozostał u boku Rose'a, towarzysząc mu podczas następnych walk. Kolejne interwencje Bunny'ego były równie nieudane i przyczyniły się do serii porażek Rose'a. Na Survivor Series Rose i Bunny zmierzyli się z Slaterem i O'Neilem. The Bunny zakończył walkę przypinając Slatera, lecz nawet wygrana nie wzbudziła entuzjazmu jego tag-team-partnera. Wspólnie wystąpili w Tag Team Turmoil matchu o miano pretendenckie do WWE Tag Team Championship; nie zdołali wygrać starcia.
Pod koniec 2014 roku Rose rozpoczął rywalizację z Kanem. Kane pokonał Rose'a i wykonał Tombstone Piledriver na Bunnym, przez co ten doznał kontuzji szyi. 22 grudnia Rose przegrał walkę z R-Truthem i stał się antagonistą – brutalnie zaatakował Bunny'ego po raz drugi i zaczął znęcać się nad resztą Rosebuds. Rozpoczął też rywalizację z Zackiem Ryderem; rywale kilkukrotnie zawalczyli ze sobą, a także zaczęli obrażać się w mediach społecznościowych. Rose był jednym z trzydziestu uczestników André the Giant Memorial Battle Royalu na WrestleManii 31; nie zdołał wygrać starcia.
W kwietniu 2015 Rose rozpoczął rywalizację z Fandangiem, a także rozpoczął współpracę z Rosą Mendes. 14 maja poinformował The Rosebuds, że „to koniec imprezy”, porzucając dotychczasowy wizerunek.

#### The Party Pooper, The Social Outcasts i odejście (2015–2016)

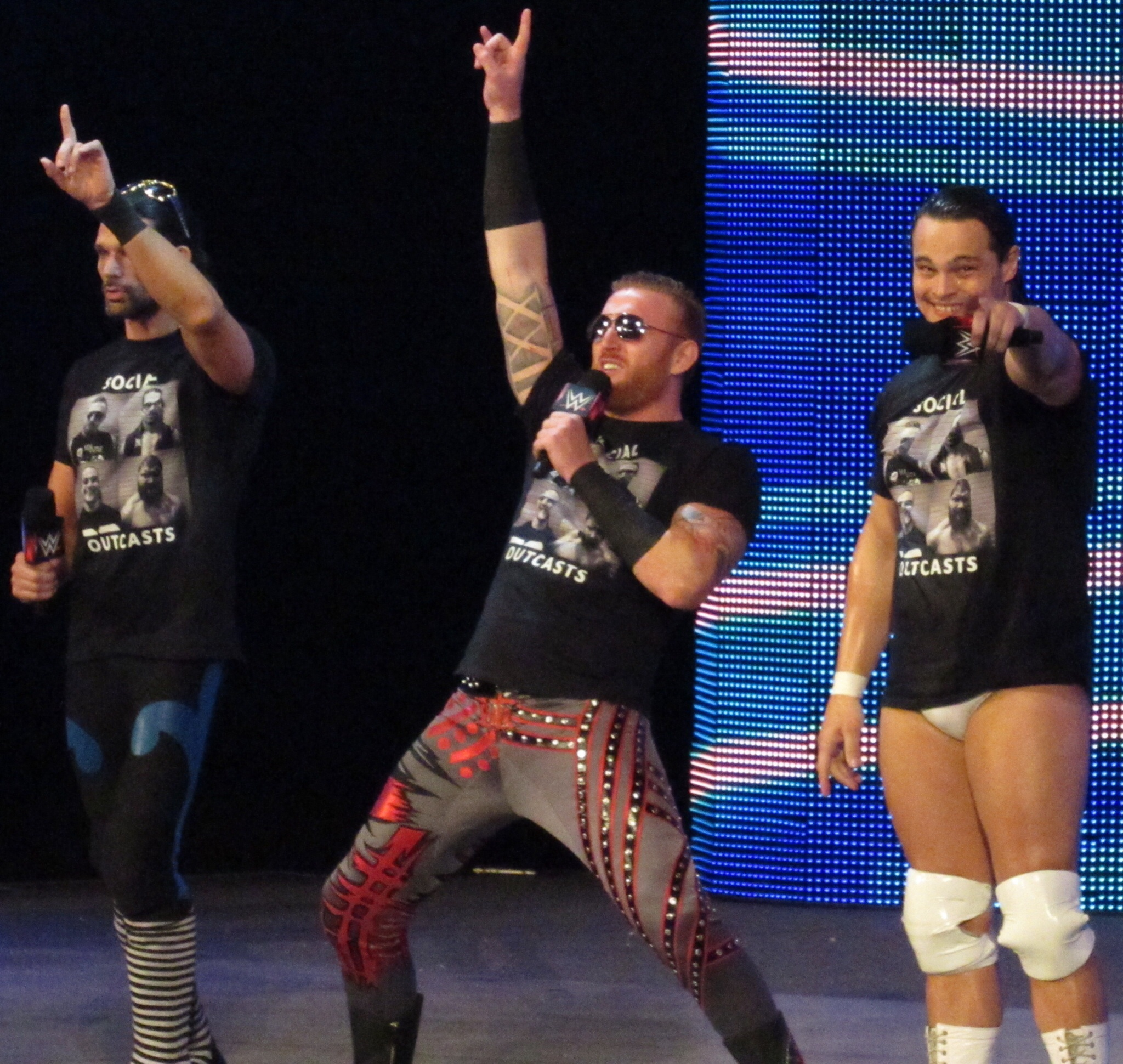
Rose (po lewej) z Heathem Slaterem i Bo Dallasem w styczniu 2016 jako Social Outcasts.

22 czerwca Rose pojawił się w nieco odmienionym wizerunku napuszonego artysty; twierdził, że fani WWE nie mają pojęcia o prawdziwej sztuce i pasji. Gimmick ten został szybko porzucony, a we wrześniu Rose ponownie zmienił wizerunek. Przed pojedynkiem z Jackiem Swaggerem zadeklarował, że „zniszczy wszystkie imprezy”. 5 października przedstawił tajemniczą wiadomość, w której występował cień głowy kostiumu The Bunny'ego. 6 listopada The Bunny w zniszczonym kostiumie pojawił się podczas walki Rose'a z Fandangiem. W październiku Rose utworzył tag team z Bradem Maddoxem; działalność drużyny została zakończona 25 listopada, kiedy Maddox został zwolniony z federacji. WWE zaczęło regularnie wypuszczać krótkie segmenty The Rose Bush, w których Rose opowiadał o wszelkich „brudach” w federacji.
4 stycznia 2016 na Raw, Rose, wraz z Bo Dallasem, Curtisem Axelem i Heathem Slaterem utworzyli grupę The Social Outcasts. 11 stycznia przegrali starcie z The Wyatt Family, a 1 lutego Rose i Axel przegrali walkę z The Usos. 11 lutego zatrzymali walkę pomiędzy A.J. Stylesem a Chrisem Jericho, a następnie przegrali z nimi starcie drużynowe. Na WrestleManii 32 wszyscy członkowie Social Outcasts wzięli udział w André the Giant Memorial Battle Royalu, lecz żaden z nich nie zdołał wygrać walki.
16 kwietnia 2016 Leppan został zawieszony na okres 60 dni za drugie naruszenie programu Wellness Policy. Leppan stwierdził, że został niesłusznie zawieszony, oraz że jedynie zażywał leki na ADHD, które zalecił mu lekarz. Stwierdził też, że WWE wiedziało o przepisanych mu lekach od ponad roku. 11 maja 2016 Leppan został aresztowany za stosowanie przemocy domowej. Wskutek tego WWE ogłosiło, że Leppan zostanie zawieszony na czas bliżej nieokreślony. 23 maja Leppan złożył wymówienie z pracy w federacji. 14 czerwca 2016 wycofano oskarżenia przeciwko Leppanowi.

### Scena niezależna (od 2016)
Po odejściu z WWE, Leppan rozpoczął walki w federacjach niezależnych jako Aldo Rose. Jego nowy wizerunek nie różnił się zbytnio od postaci Adama Rose'a znanej z WWE. Pierwszą walkę stoczył 23 lipca, przegrywając z Damienem Sandowem. W listopadzie Leppan odsunął się od wrestlingu i powrócił dopiero w styczniu 2017. Odtąd walczył zarówno jako Adam Rose, jak i pod nowym pseudonimem ringowym – Krugar.
11 marca Leppan ogłosił, że jeszcze w 2017 zakończy karierę wrestlera. 25 marca zdobył główne mistrzostwo federacji Championship International Wrestling; jego panowanie trwało zaledwie dzień. 21 kwietnia wygrał walkę o Atomic Wrestling Entertainment Heavyweight Championship. Tytuł utracił 19 maja, po 28 dniach panowania.

## Inne media
Adam Rose jest grywalną postacią w grze WWE 2K15, dostępną jako zawartość do pobrania w zestawie NXT Arrival. Rose pojawił się też w WWE 2K16.
W sezonie 2014-2015 kanadyjskie kluby hokejowe Ottawa Senators oraz Kingston Frontenacs używały muzyki na wejście Rose'a do świętowania zdobytych punktów.
Zrealizowany przez ESPN dokument E:60 WWE Behind the Curtain z 2015 skupiał się na karierach i pobycie w WWE NXT Leppana, Austina Watsona oraz Matthew Polinsky'ego.

## Życie osobiste
Raymond Leppan ma żonę Cassandrę i dwóch synów – Marvericka i Leviego. Maverick urodził się w październiku 2011 z przepukliną pępowinową, która wymagała natychmiastowej operacji. Levi urodził się w lutym 2014.
W 2016 Leppan wyjawił, że jego siostra zmarła z powodu komplikacji związanych z zażywaniem heroiny
11 maja 2016, Leppan został aresztowany pod zarzutem stosowania przemocy domowej. Został wypuszczony z więzienia dzień później, po wpłaceniu kaucji w wysokości 1,000 dolarów. 14 czerwca wycofano zarzuty wobec Leppana. Zaledwie trzy dni później Leppan zaczął sprzedawać koszulki ze swoim zdjęciem policyjnym. Według Leppana był to jedynie żart, a pomysł na koszulkę podsunęła mu jego żona. Wkrótce koszulka została wycofana ze sklepu internetowego.

## Mistrzostwa i osiągnięcia
- Atomic Wrestling Entertainment
  - AWE Heavyeright Championship (1 raz)[67]
- Championship International Wrestling
  - CIW Heavyweight Championship[67]
- Florida Championship Wrestling
  - FCW Florida Heavyweight Championship (2 razy)[67]
- Pro Wrestling Illustrated
  - 77. miejsce w rankingu PWI 500 w 2012[68]
- World Wrestling Professionals
  - WWP World Heavyweight Championship (1 raz)[67]
- Wrestling Observer Newsletter
  - Worst Gimmick (2014)[69]